# 오경희 (국악인)
오경희(1961년 ~ )는 대한민국의 가야금 연주가다.

## 방송
- KBS 국악대경연 (1991) - 현악부문 은상
- KBS 국악대경연 (2001) - 대상

## 음반
- 가진회상 (2016)
- 산조적 감각 (2019)
- Rapha Ⅰ(서공철류 가야금 산조Ⅰ) (2022)
- Rapha Ⅱ(김병호류 가야금 산조Ⅱ) (2022)
- Rapha Ⅲ (성금연류 가야금 산조) (2022)

## 수상
- 제2회 국악경연대회 우수상 (1984)
- 제1회 동아콩쿠르 일반부 현악부문 은상 (1985)
- 제3회 동아콩쿠르 일반부 현악부문 금상 (1997)
- 제1회 김해가야금콩쿠르 대상(대통령상) (2002)